# Jean-Jacques Goldman
Jean-Jacques Goldman (* 11. října 1951, Paříž) je francouzský zpěvák, kytarista a hudební skladatel, po Johnny Hallydayovi druhý komerčně nejúspěšnější zpěvák ve frankofonním světě všech dob. Mimo francouzský kulturní okruh však ne tolik známý.

## Biografie
Narodil se v rodině emigrantů, jeho otec byl z Polska uprchlý Žid Alter Mojze Goldman (hrdina francouzského odboje za druhé světové války), matka byla německou Židovkou.
Roku 1968 přerušil studia klasické hudby poté, co se nadchl pro americký rock'n'roll a folk. Založil s přáteli rockovou skupinu Taï Phong, v níž zpíval anglicky. První album vydali v roce 1975, v následujících letech přidali další dvě. V roce 1981 podepsal smlouvu na pět sólových alb u firmy Epic Records. Na druhém z nich se objevil také první Goldmanův velký hit Quand la musique est bonne.
Nahrál poté několik společných desek s Carole Fredericksovou a Michaelem Jonesem. Album Rouge pak s ruskými Alexandrovci. Jeho největším hitem byl zřejmě duet s britskou zpěvačkou Sirimou nazvaný Là-bas.
Skládal ovšem i písně pro jiné zpěváky, především pro Céline Dion, významně spolupracoval na jejím albu D'eux, které se stalo nejprodávanějším francouzským albem všech dob (s 9 miliony prodaných kusů).
Jeho bratr Pierre Goldman byl levicovým intelektuálem, zavražděným za záhadných okolností roku 1979, jeho druhý bratr Robert Goldman je rovněž hudebním skladatelem (hojně skládal rovněž pro Céline Dion), další bratr Éric Tabarly byl nejslavnějším francouzským jachtařem.
Je absolventem EDHEC Business School.

## Studiová alba
- Démodé (1981, Epic)
- Minoritaire (1982, Epic)
- Positif (1984, Epic)
- Non homologué (1985, Epic)
- Entre gris clair et gris foncé (1987, Epic)
- Fredericks Goldman Jones (1990, CBS)
- Rouge (1993, Columbia)
- En passant (1997, Columbia)
- Chansons pour les pieds (2001, Columbia)

## Živá alba
- En public (1986, Epic)
- Traces (1989, Epic)
- Sur scène (1992, Columbia)
- Du New Morning au Zénith (1995, Columbia)
- En passant - Tournée 1998 (1999, Columbia)
- Un tour ensemble (2003, Columbia)